# Andrzej Szamotulski
Andrzej Szamotulski herbu Nałęcz (zm. 23 maja 1511) – wojewoda poznański, syn kasztelana poznańskiego Piotra Świdwy Szamotulskiego. Odgrywał znaczącą rolę podczas powoływania na tron trzech kolejnych Jagiellonów: Jana Olbrachta, Aleksandra Jagiellończyka i Zygmunta I Starego.

## Życiorys
W 1472 mianowany kasztelanem międzyrzeckim. Po śmierci ojca w 1473 przejął tenutę międzyrzecką i jaworowską. Od co najmniej 1475 razem z Janem swoim bratem stryjecznym był dzierżawcą cła poznańskiego. Przed 1482 zawarł związek małżeński z Katarzyną Oleśnicką, bratanicą prymasa Zbigniewa Oleśnickiego. W 1484 został kasztelanem gnieźnieńskim, a trzy lata później kaliskim. W 1485 i 1501 mianowany posłem do wielkiego mistrza krzyżackiego. Był komisarzem królewskim w sporze Gdańska z Elblągiem o Mierzeję Wiślaną. Udzielał się politycznie w czasie elekcji Jana Olbrachta (1493), który zwrócił mu starostwo międzyrzeckie. Od 1500 związał się politycznie z kardynałem Fryderykiem Jagiellończykiem, dzięki któremu w grudniu 1500 został wojewodą kaliskim, a pół roku później poznańskim. Po śmierci Jana Olbrachta zwolennik kandydatury Władysława Jagiellończyka. Po wybraniu Aleksandra Jagiellończyka był jednym z twórców przywileju mielnickiego oraz unii piotrkowsko-mielnickiej 1501.
Na sejmie koronacyjnym 1502 mianowany na komisarza do spraw bicia monety w Polsce. W kolejnych latach był antagonistą starosty generalnego Wielkopolski Ambrożego Pampowskiego, który był zwolennikiem wzmocnienia władzy królewskiej w oparciu o szlachtę.
Podpisał dyplom elekcji Zygmunta I Starego na króla Polski i wielkiego księcia litewskiego na sejmie w Piotrkowie 8 grudnia 1506 roku.
Zmarł 23 maja 1511. Jego spadkobiercą została jedyna córka Katarzyna Górkowa. Pochowany został w Szamotułach, gdzie jego nagrobek ozdobiono płytą powstałą w warsztacie Vischerów. Podczas II wojny światowej płyta ta została wywieziona przez Niemców, po czym odnaleziona w 1990 w Ermitażu, skąd wróciła do Szamotuł. Umieszczona na płycie inskrypcja głosiła, że pochowany jest pod nią „najlepszy senator całego Królestwa, uczynnością, wymową oraz roztropnością między obcymi narodami najznakomitszy”.